# Myopa flavopilosa
Myopa flavopilosa är en tvåvingeart som beskrevs av Krober 1916. Myopa flavopilosa ingår i släktet Myopa och familjen stekelflugor. Inga underarter finns listade i Catalogue of Life.